# Моржевский стан (Рязанский уезд)
Моржевский стан — административно-территориальное образование в составе Рязанского уезда в XVI—XVIII вв. Располагался по течению р. Осетра и в верховье р. Прони. Ныне на территории стана расположен Михайловский район Рязанской области и Серебряно-Прудский район Московской области. Стан имел военизированный характер ещё в 1590-х годах. В частности, в с. Пруды кн.Бориса Черкасского "круг двора острог рублен".

## Населённые пункты
На территории стана существовали следующие населённые пункты:
- с. Барино
- с. Благодать
- д. Большая Заячина
- д. Глинки
- с. Голино
- с. Горбатое
- с. Деденевка
- с. Дугинка
- д. Заломы
- д. Зиновьевская
- д. Кадушкино
- с. Киркино
- с. Коровино
- д. Красная
- с. Курепино
- д. Ламаново
- с. Летуново
- д. Лужки
- д. Маринина
- с. Мозуково
- с. Мошково
- д. Овсянкино
- д. Одерихинская
- с. Орешково
- д. Осова
- с. Отхожей Корь
- д. Павелькова
- д. Панкина
- с. Позняя
- с. Полизово
- д. Пояркова
- с. Пруды
- д. Сандыркина
- с. Свечи
- д. Серкова
- д. Скуратова
- с. Терехово
- с. Феняево
- с. Худино